# Слябинг

Транспортировка разрезанных горячих слябов на заводе им. Эдгара Томсона в США

Слябинг (англ. slabbing) — одно- или двухклетевой стан горячей прокатки, предназначенный для обжатия больших слитков в плоские заготовки — слябы, предназначенные для дальнейшей обработки с получением листового и сортового проката.

## Применение
Слябинги применяются для обжатия заготовок массой 40—45 тонн. Готовые слябы имеют прямоугольное сечение шириной 100—300 мм и длиной 600—2320 мм. В отличие от блюминга, слябинг, как правило имеет две пары валков — горизонтальные и вертикальные, устанавливаемые для получения правильного прямоугольного сечения сляба. Обжатие слитка происходит в реверсивном режиме. Наибольшее распространение получили универсальные двухклетевые слябинги, в которых первая клеть снабжена 2 горизонтальными валками, вторая — двумя вертикальными валками. Клети располагаются рядом для обеспечения непрерывной прокатки.
Альтернативным способом получения заготовки для листовых станов является разливка стали на машинах непрерывного литья.
В состав слябинга входят рабочие клети, двигатели, механизмы привода и перемещения валков. К вспомогательному оборудованию относятся слитковозы, рольганги, кантователи, машины огневой зачистки слябов, ножницы, холодильники и штабелировщики. Горизонтальная клеть слябинга, как правило, имеет цельнолитую станину. В нажимных механизмах используются винтовые и червячные передачи от двигателей, обеспечивающих подъём верхнего валка. Вертикальная клеть слябинга состоит из трёх частей, которые соединяются анкерными кольцами. Привод каждого вертикального валка осуществляется через независимый редуктор и вертикальный шпиндель.

## Технология
Технологический процесс производства слябов начинается с подогрева слитков в вертикальном положении в нагревательных колодцах до 1100—1280 °С. Затем слитки взвешиваются и подаются по рольгангу к валкам слябинга. Прокатка сляба осуществляется в универсальной клети за 19—31 проход с обжатиями на 50—120 мм за проход. Существуют технологические схемы с одновременной реверсивной прокаткой двух слитков. Уширение слитка компенсируется вертикальными валками. После прокатки сляб может проходить огневую зачистку поверхности, резку на слябы требуемой длины и клеймение. Готовые слябы перемещаются на склад или к следующему по технологической цепочке прокатному стану.
Годовая производительность универсального слябинга 1250 составляет 6 млн тонн слитков. Масса технологического оборудования такого слябинга составляет 8850 тонн, суммарная мощность приводов 40,4 МВт.
Первые слябинги появились в США в конце XIX — начале XX века. В СССР первый слябинг был запущен в 1937 году на заводе «Запорожсталь». В 1960-е годы слябинги производства Новокраматорского завода производительностью до 5 млн т слябов в год вводились в эксплуатацию на Магнитогорском, Ждановском и Карагандинском металлургических заводах. В 1960—1970-х годах слябинги 1200—1370 мм были установлены на металлургических заводах США, ФРГ, Японии и других стран.
В связи с интенсивным развитием в XX веке непрерывного литья стали число слябингов, вводимых в эксплуатацию, заметно уменьшилось.